# Adapazarı
Adapazarı er en by i det nordvestlige Tyrkiet, med et indbyggertal (pr. 2008) på cirka 391.000. Byen er hovedstad i provinsen Sakarya, og er blandt andet kendt for sin produktion af silke.